# Riyadhs internationella flygplats
Riyadhs internationella flygplats, officiellt King Khalid International Airport (arabiska: مطار الملك خالد الدولي, IATA: RUH, ICAO: OERK) är en internationell flygplats som ligger omkring 35 kilometer norr om Saudiarabiens huvudstad Riyadh. Den är Saudiarabiens till ytan näst största flygplats efter Jiddas internationella flygplats och hubb för flygbolagen Saudia, Flynas och Flyadeal.
Flygplatsen, som invigdes av kung Fadh den 16 november 1983, har fem terminaler, varav tre är i bruk och en moské med plats för 5 000 besökare. Dess landningsbanor utsågs av NASA till nödlandningsplats för deras rymdfärjor.

## Framtida utbyggnad
Det finns planer på att bygga ut flygplatsen till ett internationellt flygnav med sex parallella startbanor. Den skulle i så fall bli världens största flygplats med en kapacitet på 120 miljoner passagerare år 2030 och en yta på 57 kvadratkilometer.